# Ꚗ
Ꚗ, ꚗ е буква от кирилицата, част от старата абхазка азбука. Въведена е от Пьотър Услар през 1862 година, когато излиза неговата монография „Абхазский язык“. Обозначава беззвучната венечно-небна шипяща съгласна /ʃʷ/, към чието произношение има и лабиализация. Представлява модификация на кирилската буква Щ. В съвременната абхазка азбука звукът /ʃʷ/ се предава чрез диграфа Шә.